# Banca centrale delle Figi
La banca centrale delle Figi è la banca centrale dello stato oceaniano delle Figi.
La valuta ufficiale è il dollaro delle Figi.